# Union Sportive Concarnoise
L'Union Sportive Concarnoise è un club calcistico francese con sede a Concarneau in Finistère, fondato nel 1911. Lo stadio è lo Stade Guy Piriou, così chiamato in onore dell'ex presidente del club, che ha una capienza di 6.500 persone. I colori sociali del club sono rossi e blu. Dalla stagione 2024-2025 militerà in Championnat National.

## Storia
Il club è stato fondato nel marzo 1911.
Nella stagione 2014-2015, da militante in quarta serie, riesce a raggiungere i quarti di finale di Coppa di Francia.
Nel 2023 è stato promosso per la prima volta in Ligue 2, avendo vinto il campionato di terza serie. Tuttavia il suo unico campionato in seconda divisione termina con una retrocessione.

## Rosa 2023-2024
Rosa, numerazione e ruoli, tratti dal sito ufficiale, sono aggiornati al 7 settembre 2023.
| N. |                               | Ruolo | Calciatore           |
| -- | ----------------------------- | ----- | -------------------- |
| 1  | Francia (bandiera)            | P     | Maxime Pattier       |
| 2  | Francia (bandiera)            | D     | Alec Georgen         |
| 3  | Marocco (bandiera)            | D     | Abdelwahed Wahib     |
| 4  | Francia (bandiera)            | D     | Guillaume Jannez     |
| 5  | Francia (bandiera)            | D     | Mamadou Sylla        |
| 6  | Francia (bandiera)            | C     | Alexandre Phliponeau |
| 7  | Francia (bandiera)            | C     | Isaac Matondo        |
| 8  | Francia (bandiera)            | C     | Tom Lebeau           |
| 9  | Francia (bandiera)            | A     | Noha Ndombasi        |
| 10 | Francia (bandiera)            | A     | Fahd El Khoumisti    |
| 11 | Rep. Centrafricana (bandiera) | C     | Axel Urie            |
| 12 | Francia (bandiera)            | D     | Julien Celestine     |
| 13 | Rep. del Congo (bandiera)     | A     | Bevic Moussiti-Oko   |
| 15 | Svizzera (bandiera)           | C     | Gabriel Barès        |

| N. |                           | Ruolo | Calciatore        |
| -- | ------------------------- | ----- | ----------------- |
| 17 | Francia (bandiera)        | D     | Maxime Etuin      |
| 18 | Francia (bandiera)        | A     | Yanis Merdji      |
| 19 | Guinea (bandiera)         | C     | Kandet Diawara    |
| 20 | Francia (bandiera)        | C     | Baptiste Mouazan  |
| 21 | Marocco (bandiera)        | C     | Nassim Chadli     |
| 22 | Francia (bandiera)        | A     | Clément Rodrigues |
| 23 | Francia (bandiera)        | D     | Romain Sans       |
| 24 | Costa d'Avorio (bandiera) | A     | Ambroise Gboho    |
| 25 | Francia (bandiera)        | C     | Bryan Pelé        |
| 26 | Francia (bandiera)        | C     | Thibault Sinquin  |
| 28 | Burkina Faso (bandiera)   | D     | Issouf Paro       |
| 30 | Francia (bandiera)        | P     | Esteban Salles    |
| 33 | Francia (bandiera)        | D     | Julien Faussurier |
| 40 | Francia (bandiera)        | P     | Rudy Boulais      |

## Palmarès

### Competizioni nazionali
- Championnat National: 1

2022-2023
- Championnat de France amateur: 1

2015-2016
- Championnat de France amateur 2: 1

2005-2006